# Fogó portàtil

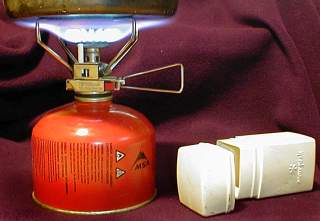
Fogó

 Un  fogó portàtil  és un fogó utilitzat per cuinar o escalfar aliments o líquids a l'aire lliure. Està format per un cremador amb uns suports per recolzar-hi recipient posat al seu damunt. Utilitza majoritàriament com a combustible alcohol de cremar, gas liquat o gasolina.

## Tipus

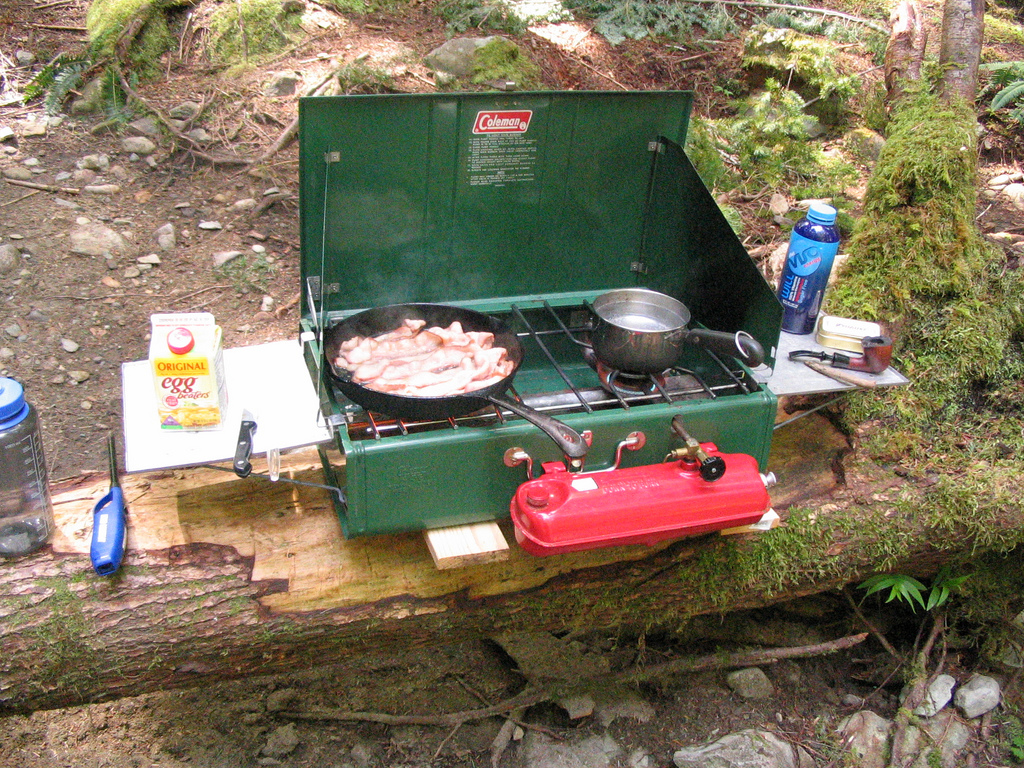
Fogó de gas Coleman

Des de la invenció del fogó portàtil al segle xix, una gran varietat de dissenys i models han vist la llum en un nombre variat d'aplicacions. Els fogons portàtils es poden dividir en diverses categories basades en el tipus de combustible utilitzat i el disseny del fogó:
- Fogons sense pressió que utilitzen combustible sòlid o líquid col·locat al cremador abans de la ignició
- Fogons que utilitzen un combustible líquid volàtil en un cremador pressuritzat
- Fogons de gas embotellat
- "Fogons d'esperit de vi" alimentats per gravetat.